# 仮説
仮説（かせつ、英: hypothesis）とは、真偽はともかくとして、何らかの現象や法則性を説明するのに役立つ命題のこと。仮に設けられた説として仮設とも書く。仮説はその正否を実験的に検証しうるような、具体的に明確な内容を持つものであり、その仮説に反するような新しい実験事実が出てきても、その仮説を工夫してのらりくらりと変えて、いつまでたっても誤りを認めないような説は仮説ではなくドグマである。天動説から地動説、創造説から進化論などの科学上の認識を大きく変えた理論は、いずれも大胆な仮説を立てることから始まっている。

## 概説
仮説はどのような実験事実が現れたらその仮説は正しいと言えるのか、また、間違っていると言えるのかが、あらかじめ明確になっていなければならない。その仮説が提唱された当時は技術上の理由から検証手段が整わなくてもかまわないが、原理的にはそのような検証手段が明確でなければならない。いかなる実験事実が現れても、その仮説と矛盾しないなどと、のらりくらりとした仮説は、何も具体的なことを主張するものではないから、全く空疎な命題であり、ドグマである。
仮説と称するものが真に仮説であり得るかどうかは、その仮説の正否が一回限りの現象によって証明されるものではなく、原理的には何回でも問い正しうるものでなければならず、追試できないものは仮説と呼ぶことはできない。
仮説の検証は一般的な形で直接的にされることはない。一つ一つの個性的な実験によって初めて検証される。つまり、仮説の検証は必然的に、具体的な事象に対する予想の形を取って行われる。一般に一つの実験だけで仮説の正しさを確定することはできない。仮説の検証は「予想ー実験」の繰り返しで進められる。仮説はその理論的予言が一連の実験事実と一致することが確かめられ、その真実性が確かめられたと考えられるようになると、それは理論あるいは法則と呼ばれるようになる。
その仮説によって別の新たな現象の予測にも成功するにつれて、しだいにより「正しい法則」（＝パラダイム）などと人々から認知されるようになってゆく。

## 仮説概念の歴史
ヨーロッパ諸語において 'hypothesis' という用語が現代のように「仮に立てる説」という意味で使われるようになったのは、近世以降である。それ以前は、現在の呼び方で「幾何学の公理」と呼ばれている絶対的前提・命題が 'hypothesis' と呼ばれていたこともある。
近世においては、イギリス系の科学者たちとヨーロッパ大陸系の科学者たちとの間で仮説の位置づけについて大きな見解の相違が生じた。
イギリスのアイザック・ニュートンは「科学的知識は観察事例の蓄積によって帰納的に構築されるべきだ」と判断し、「事例に先行して立てられる命題、すなわち仮説は、科学的探究の中では扱われるべきではない」と考えた。例えば「万有引力の法則」は、帰納法によって導かれるのであるから、科学的知識である。だが、「万有引力の法則を支える原因は何か？」という疑問について、何ら具体的事例がないにもかかわらずあれこれと仮説を立てるのは科学的ではない（つまりある意味で非科学である）と考えた。ニュートンのこのような考え方は、『自然哲学の数学的諸原理』（第2版、1713年）の「われ、仮説を作らず (Hypotheses non fingo)」の表現に典型的に現れている。
一方、ドイツのゴットフリート・ライプニッツは、確実だと証明できる法則は実際上ないと考え、証明できないという性質を持つ命題・仮説の利用は理論の構築に不可欠である、と見なした。
その後、自然哲学者・科学者たちの間に広まっていったのは、仮説を肯定するライプニッツ流の考え方である。現在では、仮説は科学理論の構築のための一般的な方法として広く利用されている。

## 仮説の好戦性
時に仮説は攻撃的である。新しい仮説は往々にして古い仮説を否定する形で提出され、両者の間に強い対立を作る。当然にその両者の当否を判断することになるが、これは往々にして相手をいかに否定するかを競う形になる。
極端な例の一つに、免疫の仕組みに関する理論がある。エドワード・ジェンナーが種痘という形で発見した免疫は、ルイ・パスツールによって一般化され、弱毒化した病原体であるワクチンを予防接種することによる感染予防という方法が開発された。その働きの本体がどこにあるかの追求から、それが血清にあることがわかり、これが血清療法を生んだ。ところが、イリヤ・メチニコフは食細胞を発見してこれが病気を予防する働きをしていると判断すると、それまでの血清の働きに関する知見いっさいを否定した。ここから両派による自己の正当性を証明し、相手方が間違っているとの証拠を示す競争がおこり、両派の対立は感情的なものにまでなったという。
仮説はこのように極端な形を取る例が少なくない。これはその対立によってこそ議論や研究が進む面があるからで、時に学者はすべて事実に合致しなくても、必要と判断すれば仮説を提出する。グレゴール・ヨハン・メンデルは彼の遺伝法則に合わない実験結果があることを知っていた。「発生学の父」とも言われるカール・エルンスト・フォン・ベーアの言葉に次のようなものがある。
| 「 | 不正確でもきっぱりと断言された一般的な問題の結論は、その不正確な面を訂正しようとする意欲に駆り立てられるから、正確ではあるが控え目な主張よりは科学の発達にとって有益なものである | 」 |

## 数学における仮説
自然現象ではなく抽象概念を扱う学問である数学においては、証明されたものは正しい命題であり、定理である。誤りであることが証明されたものも問題ない。しかし、「こういうことが成立する」と誰かが予想し、しかしまだ誰も証明していない、かといって反例も見あたらない場合、これは「いつか証明されることが期待される問題」ということになる。これを仮説（または予想）と言うことがある。代表的な例として、リーマン仮説（Riemann Hypothesis、日本ではリーマン予想という呼称が一般的）がある。
別の用例として、たとえば連続体仮説がある。これは「証明も反証もできないことが知られている」という点で、上の仮説（予想）とは意味合いが異なる。

### 統計学における仮説
統計学では、仮説とは、成立もしくは不成立が確定していない命題を指す。記号は {\displaystyle {\rm {H}}_{i}} もしくは {\displaystyle {\rm {{\theta }_{i}}}} が用いられる。統計的仮説検定でこの手法が用いられる。
帰無仮説のような仮説を、成立しうるものか、それともありそうにないものなのかを統計量によって判定する、仮説検定という手法が行われる。

## 仮説の例
言語（言語学）
- 言語の起源 : ワンワン説 / プープー説 / ドンドン説 / エイヤコーラ説（マックス・ミュラーが提唱）。タータ説（サー・リチャード・パジェットが提唱）。 / 「母・語」仮説 / 儀式・発話の共進化説（ロイ・ラパポート他提唱） / 言語過程説[注 6]

認識（哲学・論理学）
- 言語と認識の関係 : サピア・ウォーフの仮説
- 過去の存在の確かさ、不確かさ：世界五分前仮説（認識論、懐疑主義）
- 真偽：閉世界仮説 / 開世界仮説（英語版）

数（数学）
- 自然数の中に素数はどのように分布しているのか？ ： ベルトランの仮説
  - リーマン仮説（ζ(s) の自明でない零点 s は、全て実部が 1/2 の直線上に存在するか否か、数論）
  - 「素数はランダムに分布している」説 / 「素数の分布にはなんらかの規則性がある」説[12]
- 可算濃度と連続体濃度の関係 : 連続体仮説（集合論）

物理現象、天文現象（物理学・天文学）
- 熱の本質・正体 : 運動説 / カロリック説
- 燃焼の本質・正体 : 四元素説 / フロギストン説 / 「酸素との結合」説
- 光の正体 : 粒子説 / 波動説 / 光子説 / 二重説
- 光の伝播のしくみ : エーテル理論　/  特殊相対性理論
- 重力のしくみ : 渦動説 / 万有引力 / 重力場。「遠隔作用説」/「近接作用説」
- 物質的現象の本質： 原子仮説 / エネルギー論（英語版）[注 7] / 「真空のエネルギー Vacuum energy」論、ダークエネルギー論
- 宇宙の起源、宇宙の歴史 （宇宙論）: 定常宇宙論 / 振動宇宙論 / ビッグバン仮説 / サイクリック宇宙論
- 太陽系の起源（太陽系起源説）：デカルトの渦動説 / 星雲説（カント 1755年、ラプラス 1796年） / 潮汐説（ジーンズとジェフリーズ、1916年） / 電磁捕獲説（アルフェン、1942年）/ 乱流渦動説(「新星雲説」「渦動星雲説」「ワイゼッカー＝カイパー説」などとも。ワイゼッカー、1944年）/ 光圧星雲説(フレッド・ホイップル、1947年）/ ホイルの星雲説
  - 太陽系の形成と進化に関する仮説の歴史（英語版）　も参照可。
- 月の起源：親子説 / 兄弟説 / 他人説 / ジャイアント・インパクト説
- 銀河はどのように形作られ、どのようなしくみで形が変化しているのか？ : 「星がたくさんできたので、中心のブラックホールが大きくなれた」仮説 / 「まず巨大なブラックホールがあったから、その周囲で星の形成がさかんになったのだ」仮説
  - 銀河の回転曲線問題 : 暗黒物質（ダークマター）/ 修正ニュートン力学
  - 矮小楕円銀河の起源 :　「階層的合併」説 / 「銀河ハラスメント」説
- エルゴード仮説（確率論、統計力学）
- 宇宙検閲官仮説（ブラックホール、一般相対性理論）

化学的現象
- 化学反応のしくみやダイナミズム（さらに化学反応の反応速度はどのようなしくみで決まるのか？という問題） :ハモンドの仮説 / 局所平衡仮説 / 準平衡仮説 / 非再交差仮説
- ゲイ＝リュサックの気体反応の法則とジョン・ドルトンの原子説の間の矛盾：アボガドロの仮説

生命現象（生物学・地学ほか）
- 生命の起源（生命はどのように誕生したのか？）：超自然説（創造説） / 自然発生説 / 化学進化説 / DNAワールド仮説 / RNAワールド仮説 / プロテインワールド仮説 / パンスペルミア仮説  / ID説
- 進化（生物の形が世代とともに変化していること[注 8]のしくみ: 用不用説 / 自然選択説 / 今西進化論 / 中立進化説
- 隔離分布（同一生物が大きく離れた地域に分布している理由）: 陸橋説 / 大陸移動説　（生物地理学）
- 化石が存在すること（すでに滅びた生物の痕跡が地層から発見され続けること）：天変地異説 / 斉一説
- 発生のしくみ : 前成説 / 後成説（発生学）
- 人類の進化（サルからどのようにして人が生まれたか？）：狩猟仮説 / キラーエイプ仮説  / マキャベリ的知性仮説 / アクア説
- 周期ゼミ(素数ゼミ)の寿命がかっきり13年か17年である理由：「交雑する可能性が最小限になるからだ」説 / 「捕食者の生活周期との一致を最小限にするようになっているのだ」説 /　「素数になっているのは偶然で、まったく意味はない」説[13]
- 赤の女王仮説（進化、集団遺伝学）
- ジャンゼン・コンネル仮説（生態学、植物学）
- 中規模撹乱仮説（生物多様性、生態学）

人体（医学）
- 全身の血管の構造、つながり方 : 「通気系・栄養配分系の2系統」説（ガレノスの説） / 血液循環説
- なぜ歯の象牙質で痛みを感じるのか？：動水力学説
- 匂いを感じるしくみ（嗅覚が区別する対象） ： 「分子の形状」説 Shape theory of olfaction /  「分子の振動」説 Vibration theory of olfaction

社会（社会科学）
- 人間と人間のつながりの構造: 六次の隔たり

超常現象など（超心理学ほか）
- サイ現象、超能力、ポルターガイスト現象、ホーンティング現象：サバイバル仮説 / スーパーPSI仮説（超心理学）。心霊説（心霊主義）。誤謬説 / インチキ説（懐疑派）。
- ファフロツキーズ： 竜巻原因説、鳥原因説、飛行機原因説、悪戯説ほか
- シンクロニシティ、不思議な一致：シェルドレイクの仮説

### その他
- 「もし恒星間航行を可能とする宇宙人がいるなら、なぜこの地球にやって来ないのか?」（フェルミのパラドックス）： 動物園仮説
- 同一人物説（歴史上の人物について）